# Okrug Námestovo
Okrug Námestovo (slovački: Okres Námestovo) najsjeverniji je okrug u Slovačkoj u Žilinskome kraju.  U okrugu živi 64 651 stanovnika, dok je gustoća naseljenosti 93,63 stan/km². Ukupna površina okruga je 690,45 km². Upravno središte okruga Námestovo je istoimeni grad Námestovo s 7355 stanovnika.

## Stanovništvo
| Godina:     | 1994.  | 2004.   | 2014.   | 2024.   |
| ----------- | ------ | ------- | ------- | ------- |
| Broj ljudi: | 52 553 | 57 428  | 60 954  | 64 651  |
| Razlika:    |        | +9,27 % | +6,13 % | +6,06 % |

| Godina:     | 2023.  | 2024.   |
| ----------- | ------ | ------- |
| Broj ljudi: | 64 385 | 64 651  |
| Razlika:    |        | +0,41 % |

## Gradovi
- Námestovo

## Općine
| - Babín - Beňadovo - Bobrov - Breza - Hruštín - Klin - Krušetnica - Lokca | - Lomná - Mútne - Novoť - Oravská Jasenica - Oravská Lesná - Oravská Polhora - Oravské Veselé - Rabča | - Rabčice - Sihelné - Ťapešovo - Vasiľov - Vavrečka - Zákamenné - Zubrohlava |

## Ostali projekti
|  | Zajednički poslužitelj ima još gradiva o temi Okrug Námestovo |